# Baba (canton)
Pour les articles homonymes, voir Baba.
Baba est un canton d'Équateur situé dans la province de Los Ríos.